# NAGANOでドキン
『NAGANOでドキン』（ながのでドキン）は、1997年9月29日から1998年2月27日までテレビ信州で生放送されていた平日朝のローカルワイド番組である。

## 概要
テレビ信州はそれまで日本テレビの『ジパングあさ6』をフルネットしていたが、1998年冬季の長野オリンピック開幕に合わせ、長野県内の情報を伝える情報番組を平日朝の時間帯に設けた。また、キャスターはテレビ信州アナウンサーの伊東陽司と中西美恵子が務めた。
放送時間は『ジパングあさ6』内『NNNニュースジパング』終了後の6:25からであったが、オープニングはキャスターによる簡単な挨拶と提供クレジットのみであり、その直後に『ジパングあさ6』の「ここがポイント」「スポーツジパング」はそのままネットされていた。その後、6:37前後からオープニングタイトルで再び始まっていたため、実質的には20分程度の番組で、『ジパングあさ6』のローカル枠のような番組構成であった。
また、この番組は期間限定の位置付けで放送されていた。これは、長野オリンピックの公式映像を番組で使用するためにはニュース以外では「レギュラー番組に限る」という規定があったためで、結果、県内局で地元オリンピックの情報を伝えようとすると当該番組のような「レギュラー番組」を作る必要があった。長野オリンピックの閉幕と同時に番組はその使命を終えて終了したが、その1年後の1999年4月からは再び伊東と中西のコンビで『陽司★美恵子 ゆうがたget!』が放送されており、番組は『ゆうがたGet!』のパイロット版的な側面もあったと思われる。
なお、番組の終了後、テレビ信州は同時間帯を『ジパングあさ6』のフルネットへと戻している。

## 放送時間
- 月曜 - 金曜 6:25 - 7:00 （1997年9月29日 - 1998年2月27日） - 前述したように、実質的な番組開始時刻は6:37前後だった。

## キャスター
- 伊東陽司（テレビ信州アナウンサー）
- 中西美恵子（当時テレビ信州アナウンサー）

## コーナー
- ニュースウェーブ
- イチオシドキン情報（特集コーナー）
- 朝刊スパイラル
- ほか